# Забжеж
Забжеж (пол. Zabrzeż) — село в Польщі, у гміні Лонцько Новосондецького повіту Малопольського воєводства.
Населення — 1159 осіб (2011).
У 1975—1998 роках село належало до Новосондецького воєводства.

## Географія
У селі річка Камениця впадає у річку Дунаєць.

## Демографія
Демографічна структура станом на 31 березня 2011 року:
|          | Загалом | Допрацездатний вік | Працездатний вік | Постпрацездатний вік |
| -------- | ------- | ------------------ | ---------------- | -------------------- |
| Чоловіки | 591     | 141                | 394              | 56                   |
| Жінки    | 568     | 131                | 327              | 110                  |
| Разом    | 1159    | 272                | 721              | 166                  |